# Djursjukskötare
Djursjukskötare är i Sverige ett legitimationsyrke där Jordbruksverket efter ansökan kan bevilja legitimation för en person med godkänd kandidatexamen eller andra likvärdiga meriter. En vanlig uppgift för en djurskötare är att assistera en veterinär, motsvarande relationen mellan sjuksköterska och läkare. Djursjukskötare ingår i arbetsgruppen djurhälsopersonal, tillsammans med veterinär samt av Jordbruksverket godkänd sjuksköterska, tandläkare, sjukgymnast eller hovslagare.
Djursjukskötarprogrammet ges som en treårig utbildning (180 högskolepoäng) av Sveriges lantbruksuniversitet. Programmet är en medicinsk utbildning omfattande teoretiska kurser varvade med praktiska moment där fokus ligger på djuromvårdnad och djursjukvård. Utbildningen leder till kandidatexamen i huvudämnet djuromvårdnad. Utbildningen ges i Uppsala sedan höstterminen 2014, efter att ha flyttat dit från Skara. I Uppsala är utbildningen huvudsakligen förlagd till Ulltuna, beläget strax söder om stadskärnan.
Förutom en kandidatexamen i djuromvårdnad finns andra vägar till legitimation som djursjukskötare. Det inkluderar att ha ha läst en snarlik utbildning utomlands eller att ha en praktisk och teoretisk kunskap motsvarande kraven för kandidatexamen i djuromvårdnad. Djursjukskötare bär i sin yrkesutövning praktiska arbetskläder, vilket vid behov kombineras med ett förkläde. 